# Нове Сьодло
Нове Сьодло (пол. Nowe Siodło, нім. Neudorf) — село в Польщі, у гміні Мерошув Валбжиського повіту Нижньосілезького воєводства.
Населення — 273 особи (2011).
У 1975-1998 роках село належало до Валбжиського воєводства.

## Демографія
Демографічна структура станом на 31 березня 2011 року:
|          | Загалом | Допрацездатний вік | Працездатний вік | Постпрацездатний вік |
| -------- | ------- | ------------------ | ---------------- | -------------------- |
| Чоловіки | 145     | 55                 | 81               | 9                    |
| Жінки    | 128     | 36                 | 72               | 20                   |
| Разом    | 273     | 91                 | 153              | 29                   |